# France du Levant

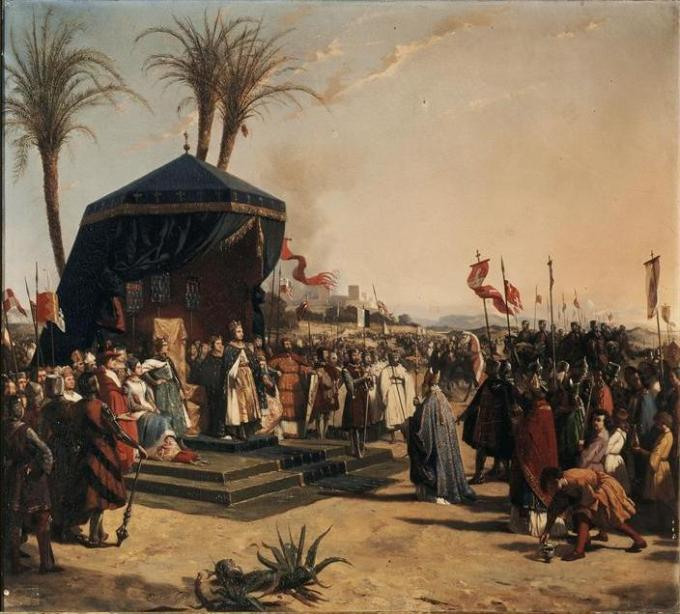
Saint Louis recevant le patriarche de Jérusalem, toile de Jean-Marie Oscar Gué (1809-1877).

La France du Levant est un terme inventé tout à la fin du XIXe siècle pour désigner un espace d'influence française au Levant. Cette idée contribuera à la création, après la défaite de l'Empire ottoman dans la Première Guerre mondiale, d'un mandat français en Syrie et au Liban confié à la France par la Société des Nations de 1920 à 1946.

## Historique
Le terme de « France du Levant » est créé par des personnalités catholiques françaises et notamment par Étienne Lamy, auteur d'un ouvrage intitulé La France du Levant et publié en 1900 : selon cette thèse, la France a une légitimité historique dans cette région de l'Asie de l'Ouest, remontant aux croisades et à la longue présence des missions catholiques. L'influence française dans cette partie de l'Empire ottoman a été renforcée par le traité de Paris de 1856 et par l'expédition de Syrie menée en 1860 par les Français pour la protection des minorités chrétiennes menacées. Le terme de Levant désigne en premier lieu les régions bordant la côte méditerranéenne de l'Asie, c'est-à-dire la Syrie, le Liban et éventuellement la Palestine.
En 1912, un accord naval est signé entre la France et la Grande-Bretagne, cette dernière acceptant de confier la défense de ses possessions en Méditerranée orientale à la flotte française en échange d’une protection des côtes françaises par ses navires. Un second accord, en février 1914, est passé entre l’Allemagne et la France. Cet accord ferroviaire donne à la France l’exclusivité des droits d’exploitation en Syrie et en Palestine. La Première guerre mondiale et le ralliement de l'Empire ottoman auprès des empires centraux va modifier le statut politique de cette région, notamment avec les accords Sykes-Picot signés en mai 1916 prévoyant le découpage du Proche-Orient, ce qui débouchera en 1920 au mandat français en Syrie et au Liban.